# Météo-France
Météo-France je francouzský orgán státní správy poskytující služby v oblasti meteorologie a klimatologie. Sídlí ve městech Saint-Mandé a Toulouse, má roční rozpočet okolo 380 milionů eur a pracuje v něm přes 2500 zaměstnanců. Je spravován jako veřejnoprávní právnická osoba (Établissement public à caractère administratif) a patří pod ministerstvo dopravy a životního prostředí. Je členem Světové meteorologická organizace a EUMETSATu, také spolupracuje s Evropským centrem pro střednědobé předpovědi počasí v Readingu. Kromě Francie využívá služby organizace také Andorra.

## Účel
Úkolem organizace je nepřetržité monitorování atmosféry, povrchové vody a sněhové pokrývky. Dceřiná společnost Météorage je zaměřena na detekci bouřek. Météo-France provozuje síť meteorologických stanic a používá při sestavování předpovědí počítače od firmy Groupe Bull. Vyvinula numerický model ALADIN založený na mezinárodní spolupráci. Vedle péče o veřejnou bezpečnost poskytuje i komerční služby, především pro letecké společnosti. 
Météo-France má pobočky v zámořských územích Martinik, Saint Pierre a Miquelon, Réunion, Nová Kaledonie a Francouzská Polynésie. Její předpovědi využívá také Guyanské kosmické centrum. Specializované pracoviště na Réunionu sleduje tropické cyklóny v oblasti Indického oceánu a je zapojeno do projektu World Weather Watch. V Toulouse sídlí École nationale de la météorologie, vzdělávající odborníky v oblasti počasí.

## Historie
První veřejná služba pro předpověď počasí byla ve Francii zavedena v roce 1855 při Pařížské observatoři. Od roku 1921 působil celostátní úřad Office national météorologique (ONM). Organizace Météo-France byla založena dekretem z  18. června 1993. V roce 2001 byl ve Francii zaveden systém meteorologické bdělosti. Roku 2010 se organizace přestěhovala z Paříže do Saint-Mandé a na místě jejího původního sídla byla postavena katedrála Nejsvětější Trojice. V roce 2024 vyhlásili zaměstnanci Météo-France stávkovou pohotovost na protest proti krácení rozpočtu, které podle nich povede ke zhoršení kvality prognóz.